# 乳清酸
乳清酸（英語：Orotic acid，共軛鹼作）或嘧啶酸（pyrimidinecarboxylic acid）是一種雜環化合物，也是一種有機酸。乳清酸曾經被誤以為是一種維生素B，並被稱為，但後來發現他並不屬於維生素。
此化合物是由粒線體的一種酵素－二氫乳清酸脫氫酶或細胞質中的嘧啶合成途徑的酵素所合成。有時此化合物會被用做乳製品的礦物質攜帶者，如乳清酸鋰。

## 合成
乳清酸可藉由酶將二氫乳清酸脫氫形成，之後會與5'-磷酸核糖焦磷酸（PRPP）結合形成乳清苷-5'-磷酸（OMP）。在此時與嘌呤合成的不同點是在與核糖相接前，嘧啶環已經完全合成；而嘌呤合成則是將核糖上的鹼基一步一步轉換成嘌呤。

## 安全性
乳清酸為哺乳類體細胞的突變原，同時也可誘變細菌及酵母菌。

## 病理學
尿中出現乳清酸可能會導致乳清酸尿症以及酸血症。病因可能是遗传性代谢缺陷（如尿素循環缺失症）導致血液中氨含量過高。
有一種X染色體關聯性聯遺傳疾病，稱為鳥胺酸氨甲醯基轉移酶缺乏症，是一種最常見的尿素循環缺失症。此疾病會導致細胞中的氨甲酰磷酸轉化為乳清酸，導致血漿中氨含量過高，尿中乳清酸含量增加，血漿尿素氮含量降低。高血氨會導致血漿中的α-酮戊二酸含量下降，抑制三羧酸循环及ATP產生。

## 外部連結
- 醫學主題詞表（MeSH）：Orotic+Acid
- Greenbaum, Sheldon B. . Journal of the American Chemical Society. 1954, 76 (23): 6052. doi:10.1021/ja01652a056.